# La Portella (Orís)
La Portella és una masia del municipi d'Orís (Osona), inclosa en l'Inventari del Patrimoni Arquitectònic de Catalunya.

## Descripció
Edifici civil de petites dimensions amb teulada a dues vessants. A la façana principal hi ha un portal adovellat. S'accedeix a la lliça per un portal datat l'any 1698. A la part dreta de la casa hi ha annexionada una dependència per a guardar els grans.

## Història
El primer document és datat l'any 1506, quan Guillem Portella d'Orís intervé en una qüestió entre Ramon Angelats i Antoni Planes. L'any 1560 hi ha referències de La Portella com a casa pairal. A mitjan segle xvii es trenca la genealogia Portella en casar-se Àngela Portella amb Josep Espona l'any 1646 amb la qual cosa la masia passà als dominis de l'Espona d'Orís.